# Alte Silberschmiede

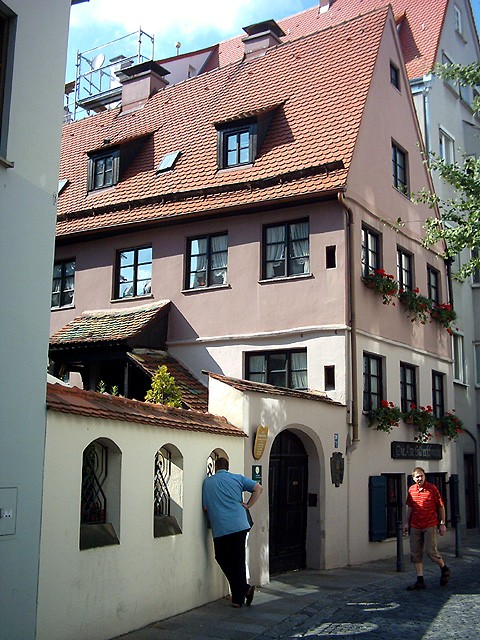
Alte Silberschmiede im Lechviertel

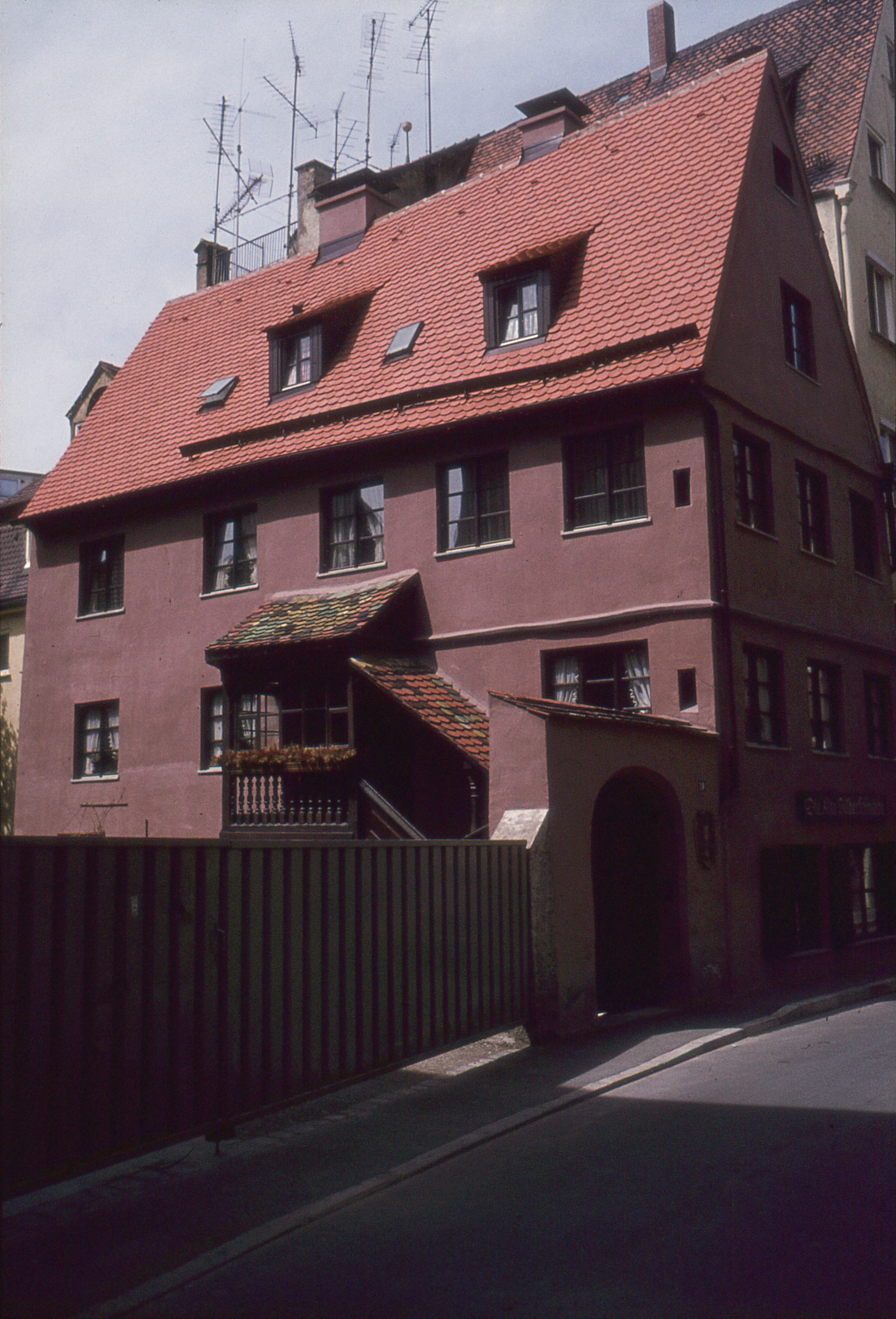
Die Alte Silberschmiede ca. 1980

Die Alte Silberschmiede im Lechviertel von Augsburg ist ein denkmalgeschütztes Handwerkerhaus aus dem 13. Jahrhundert. Es steht in der Pfladergasse Nr. 10, etwa gegenüber der Pfladermühle.

## Bedeutung
Spätestens ab dem Mittelalter galt Augsburg als Zentrum der deutschen Gold- und Silberschmiedekunst. In zahlreichen  Schmieden in den verwinkelten Gassen der Augsburger Altstadt entstand damals unter anderen das weltbekannte Augsburger Tafelsilber, dessen Besitz an allen europäischen Fürstenhöfen als Zeichen für Reichtum und Geschmack galt. Von den heute noch erhaltenen Handwerkshäusern im Lechviertel dürfte die Alte Silberschmiede das bekannteste sein. Bereits um 1250 entstanden, hat sie ihr heutiges Erscheinungsbild aus der Zeit um 1550 erhalten. Bis ins späte 19. Jahrhundert wurde das Gebäude als Schmiede genutzt, heute beherbergt es eine Boutique für Gold-, Silber und Platinschmuck.